# Finska mästerskapet i bandy 1943
Finska mästerskapet i bandy 1943 avgjordes i cupformat på grund av finska fortsättningskriget. 10 lag deltog, och WP-35 vann sin första titel.

## Matcher

### Omgång 1
| Lag 1                 | Resultat | Lag 2                  |
| --------------------- | -------- | ---------------------- |
| IFK Helsingfors       | 2–1      | HJK                    |
| Kronohagens IF        | 5–4      | Helsingin Palloseura   |
| Hukat                 | 9–2      | TPS                    |
| Warkauden Pallo -35   | 3–0      | Viipurin Sudet         |
| Kuopion Pallo-Toverit | 0–5      | Savonlinnan Pallokerho |

### Semifinaler
| Lag 1           | Resultat | Lag 2               |
| --------------- | -------- | ------------------- |
| Hukat           | 3–5      | Warkauden Pallo -35 |
| IFK Helsingfors | 10–4     | Kronohagens IF      |

### Övriga semifinaler
| Lag 1               | Resultat | Lag 2                  | noterbart            |
| ------------------- | -------- | ---------------------- | -------------------- |
| Warkauden Pallo -35 | 8–0      | Savonlinnan Pallokerho | spelades vid fronten |

### Final
| Lag 1               | Resultat | Lag 2           |
| ------------------- | -------- | --------------- |
| Warkauden Pallo -35 | 3–2      | IFK Helsingfors |

## Slutställning
| Placering | Lag                    |
| --------- | ---------------------- |
| 1.        | Warkauden Pallo -35    |
| 2.        | IFK Helsingfors        |
| 3.        | Savonlinnan Pallokerho |